# Ulla-Britt Söderlund
Ulla-Britt Söderlund (* 12. August 1943 in Växjö, Schweden; † 21. Juli 1985 in Kopenhagen) war eine schwedische Kostümbildnerin, die 1976 einen Oscar für das beste Kostümdesign gewann.

## Leben
Ulla-Britt Söderlund begann ihre Laufbahn als Kostümbildnerin in der Filmwirtschaft 1966 bei dem Film Sult und arbeitete bis 1982 an der Kostümausstattung von 25 Filmen mit.
Bei der Oscarverleihung 1976 gewann sie zusammen mit Milena Canonero den Oscar für das beste Kostümdesign in Barry Lyndon (1975) von Stanley Kubrick mit Ryan O’Neal, Marisa Berenson und Patrick Magee in den Hauptrollen. Zugleich waren sie und Milena Canonero für den British Academy Film Award für die besten Kostüme nominiert.

## Filmografie (Auswahl)
- 1966: Sult
- 1971: Emigranten
- 1972: Das neue Land (Nybyggarna)
- 1972: Professor Bumskes Liebesschule (Takt og tone i himmelsengen)
- 1975: Barry Lyndon
- 1977: Hærværk
- 1982: Der einfältige Mörder (Den enfaldige mördaren)

## Auszeichnungen
- 1976: Oscar für das beste Kostümdesign